# ريتشارد بوني
ريتشارد بوني (بالإنجليزية: Richard Bonney)‏ هو مؤرخ بريطاني، ولد في 13 أبريل 1947، وتوفي في 4 أغسطس 2017.